# Kisjakabfalva
Kisjakabfalva é um município da Hungria, situado no condado de Baranya. Tem 6,62 km² de área e sua população em 2019 foi estimada em 90 habitantes.